# Acaster Malbis
Acaster Malbis (/ˈeɪkæstər ˈmælbɪs/) est un village et une paroisse civile du Yorkshire du Nord, en Angleterre. Il est situé à environ huit kilomètres au sud de la ville d'York, sur la rivière Ouse. Administrativement, il relève de l'autorité unitaire de la Cité d'York. Au recensement de 2011, il comptait 669 habitants.
Jusqu'en 1996, Acaster Malbis relevait du district de Selby.

## Étymologie
La première partie du nom du village, Acaster, dérive du latin castrum désignant une fortification, auquel a été préfixé l'élément norrois á (peut-être en remplacement de l'élément vieil-anglais équivalent ēa) désignant un cours d'eau, soit « fortification sur la rivière ». Le deuxième élément, Malbis, provient de la famille normande de Malbis, qui est propriétaire de ce domaine au Moyen Âge. Le village figure sous la forme Acastre dans le Domesday Book, à la fin du XIe siècle, tandis que la plus ancienne attestation du nom double date de 1252, sous la forme Acaster Malebisse.